# 광운초등학교
광운초등학교(光云初等學校)는 대한민국 서울특별시 성북구 장위동에 있는 사립 초등학교이다.

## 연혁
1965년 10월 25일 월계국민학교 설립인가를 받았고, 1966년 3월 5일에 학교를 설립하였다. 1996년 3월 1일에 월계국민학교에서 월계초등학교로, 최종적으로 월계초등학교에서 광운초등학교로 학교명이 변경되었다.

## 교훈 및 상징
광운초등학교의 교훈은 "슬기로운 어린이, 예의바른 어린이, 튼튼한 어린이"이며 교목은 은행나무로, 쓸모있고 튼튼한 광운 어린이의 기상을 뜻하고 있다. 또한 교화는 장미로, 아름답고 탐스럽게 자라는 광운 어린이의 밝은 표정과 조화로움을 의미하고 있다.